# Flammes
Flammes is een compositie van Albert Roussel uit 1908. Het is de toonzetting van een gedicht van George Jean Aubry. Het muziekstuk werd pas in 1921 gepubliceerd.